# Сидоренко, Егор Егорович
Егор Егорович Сидоренко (1920, с. Утковка, Харьковская область — 21 января 2004) — старший сержант Рабоче-крестьянской Красной Армии, участник Великой Отечественной войны, Герой Советского Союза (1944), лишён звания.

## Биография
Егор Сидоренко родился в селе Утковка Мерефянского района Харьковской области в 1920 году. 27 октября 1941 года он был призван на службу в Рабоче-крестьянскую Красную Армию Мерефянским районным военным комиссариатом Харьковской области. Со 2 июня 1942 года — на фронтах Великой Отечественной войны.
Первоначально воевал на Юго-Западном фронте. В июле 1942 года был ранен. Оставался на оккупированной территории. Добровольно поступил на службу в вооруженную немецкую охрану.
В 1943 году, после освобождения территории, был повторно призван в армию, службу в полиции скрыл. Воевал на 2-м и 3-м Украинских фронтах. К апрелю 1944 года старший сержант Сидоренко был командиром миномётного расчёта 429-го стрелкового полка 52-й стрелковой дивизии 57-й армии 3-го Украинского фронта. Отличился во время форсирования и удержания плацдарма на реке Днестр.
12 апреля 1944 года после 20-километрового марш-броска к Днестру вышел один батальона 429-го полка. Ночью, Форсировав Днестр в районе села Гура-Быкулай, часть батальона заняла западную окраину села и высоту 65,1. Переправившимся была поставлена задача удержать плацдарм. Собрав 30 трофейных пулемётов «MG-34», Сидоренко вёл из них поочерёдно огонь по противнику, что создавало впечатление нахождения на плацдарме большего количества советских войск, нежели было на самом деле (12 человек). Когда началось наступление, Сидоренко огнём своего миномёта обеспечил быстрое продвижение левого фланга батальона вперёд. Он уничтожил 4 пулемётных точки. Огнём своего миномёта Сидоренко принял активное участие в отражении пяти немецких контратак, а шестую вместе со своим расчётом отбивал непосредственно в цепи 3-й стрелковой роты. Весь расчёт Сидоренко, кроме наводчика Алексея Ситникова, вышел из строя, а мины были все израсходованы.
Ночью следующего дня к переправе подошли подразделения 52-й дивизии, которые продолжили развивать наступление. 13 сентября 1944 года Указом Президиума Верховного Совета СССР Сидоренко был удостоен высокого звания Героя Советского Союза с вручением ордена Ленина и медали «Золотая Звезда» за номером 3424.
В 1945 году был демобилизован. Домой вернулся инвалидом 2-й группы. Проживал в селе Верхние Озеряны Мерефянского района Харьковской области. До 1947 года нигде не работал, затем вступил в колхоз им. Ленина. К работе относился халатно, злоупотреблял алкоголем, на предупреждения советских и партийных органов не реагировал. Со временем стали известны факты его сотрудничества с оккупантами. 
В конце 1950 год был исключен из партии «за сокрытие от партийных органов службы в вооруженной немецкой охране, утерю партбилета и пьянство». По инстанциям ушло ходатайство о лишении его наград. Оно было поддержано Военным министерством и подписано Маршалом Советского Союза А.М. Василевским. 
Указом Президиума Верховного Совета СССР от 5 июля 1951 года Сидоренко Егор Егорович лишен звания Героя Советского Союза и всех наград. 
Был награждён орденом Ленина, медалями, в том числе двумя медалями «За отвагу» (21.01.1944, 24.03.1944). 
Сведений о дальнейшей судьбе нет.